# Enrique Sanz
Enrique Sanz Unzue (ur. 11 września 1989 w Orkoien) – hiszpański kolarz szosowy.

## Osiągnięcia
Opracowano na podstawie:

2007
- 1. miejsce w mistrzostwach Hiszpanii juniorów (start wspólny)

2011
- 1. miejsce na 1. etapie Vuelta a la Comunidad de Madrid
- 2. miejsce w Challenge Sprint Pro

2012
- 3. miejsce w Circuito de Getxo

2018
- 1. miejsce na 7. etapie Volta a Portugal

2019
- 1. miejsce na 1., 2. i 6. etapie Volta ao Alentejo
- 1. miejsce na 3. etapie Vuelta a Castilla y León
- 1. miejsce na 1. etapie Troféu Joaquim Agostinho

2020
- 1. miejsce na 3. etapie Belgrad–Banja Luka

2021
- 2. miejsce w Trofej Poreč
- 1. miejsce na 6. etapie Volta ao Alentejo

## Rankingi
| Rok             | 2016  | 2017 | 2018 | 2019 | 2020 | 2021 |
| --------------- | ----- | ---- | ---- | ---- | ---- | ---- |
| World Ranking   | 1890. | 789. | 804. | 502. | 336. | 889. |
| UCI Europe Tour | 1257. | 488. | 480. | 385. | 276. | 679. |
|                 |       |      |      |      |      |      |
| Źródło: UCI     |       |      |      |      |      |      |